# Drachme
Drachme (Dr / Δρ - Drachmē), ofta försvenskad som drakma efter latinets drachma, var den valuta som användes i Grekland fram till införandet av euron 2002. Valutakoden var GRD. 1 Drachmē (pluralform drachmés) var = 100 lepton (pluralform lepta).

## Antik drakme
Under antiken motsvarade en drachma 6 oboler, 1/100 mina eller 1/6000 talent. Ursprungligen var drachman en viktenhet, och fick olika värde beroende på vilken viktenhet de olika statsstaterna hade. Den eginetiska drachman som går att spåra till Feidon i Argos från 600-talet f. Kr. vägde 6 gram, den attiska drachman som infördes av Solon vägde 4,35 gram. Under Alexander den store blev den attiska drachman standard över hela det grekiska imperiet. Han införde ett större mynt, tetradrachman (4 drachma). Även didrachmor (2 drachma) och tridrachmor (3 drachma) ända upp till dodekadrachma (12 drachma) präglades.
Under romersk tid kom en drachma att motsvara en romersk dinar, utom i Egypten där inflation ledde till att en dinar motsvarade en tetradrachma.

## Modern drakme
Valutan återinfördes 1832 och ersatte den tidigare grekisk Phönix som infördes 1828 efter förnyad självständighet från det Osmanska riket. Drachmen har varit valutan i landet sedan antiken och fått sitt namn från det grekiska ordet drakhme för "en handfull" och lepton för "smal" eller "tunn". 1886 blev Grekland medlem i den Latinska myntunionen men efter första världskriget har valutan drabbats av hög inflation.
Valutan gavs ut av Bank of Greece, Greklands centralbank, som grundades 1927. Bank of Greece har huvudkontoret i Aten och är medlem i Europeiska centralbankssystemet.
Vid övergången till euro fastställdes slutkursen 2002 till 1 EUR = 340.750 GRD.

### Valörer
- mynt: fanns i 5, 10, 20, 50, 100 och 500 Drachme
- underenhet: tidigare lepta, ur bruk sedan början av 1990-talet
- sedlar: fanns i 100, 200, 500, 1000, 5000 och 10.000 GRD